# Xã Liberty, Quận Dallas, Arkansas
Xã Liberty (tiếng Anh: Liberty Township) là một xã thuộc quận Dallas, tiểu bang Arkansas, Hoa Kỳ. Năm 2010, dân số của xã này là 32 người.